# Уолтъмстоу (албум)
„Уолтъмстоу“ (на английски: Walthamstow) е дебютният албум на британската група „Ийст 17“. Албумът излиза през 1992 година и оглавява английските чартове по продажби. От него излизат „House Of Love“, „Slow It Down“, „West End Girls“, „Deep“, „Gold“ и хитът „It's Alright“.
Албумът е номиниран за наградата Mercury през 1993 г. и е сертифициран като платинен във Великобритания.

## Списък с песните

### Оригинален траклист
1. „House of Love“
2. „Deep“
3. „Gold“
4. „Love Is More Than A Feeling“
5. „I Disagree“
6. „Gotta Do Something“
7. „Slow It Down“
8. „I Want It“
9. „It's Alright“
10. „Feel What U Can't C“
11. „Gold (Paws on the Floor)“
12. „Deep“ (Dark Mix)
13. „Slow It Down“ (Liverpool Mix)

### Първо преиздание
1. „House of Love“
2. „Deep“
3. „Gold“
4. „Love Is More Than A Feeling“
5. „I Disagree“
6. „Gotta Do Something“
7. „Slow It Down“
8. „I Want It“
9. „It's Alright“ (The Guvnor mix)
10. „Feel What U Can't C“
11. „West End Girls“ (Faces on Posters Mix)
12. „Gold (Paws on the Floor)“
13. „Deep“ (Dark Mix)
14. „Slow It Down“ (Liverpool Mix)

### Второ преиздание
1. „House of Love“
2. „Deep“
3. „Gold“
4. „Love Is More Than a Feeling“
5. „I Disagree“
6. „Gotta Do Something“
7. „Slow It Down“
8. „I Want It“
9. „It's Alright“ (The Guvnor mix)
10. „Feel What U Can't C“
11. „West End Girls“ (Faces on Posters mix)
12. „Gold (Paws on the Floor)“
13. „Deep“ (Dark mix)
14. „Slow It Down“ (Liverpool mix)